# Brandon Paul
Brandon Stephan Paul (Gurnee, 30 aprile 1991) è un cestista statunitense.

## Palmarès
- Campionato tedesco: 1

Ulm: 2022-2023